# István Sofron
István Sofron (ur. 24 lutego 1988 w Miercurei-Ciuc, Rumunia) – węgierski hokeista, reprezentant Węgier.
Jego brat Ádám Sofron (ur. 1994) także został hokeistą.

## Kariera klubowa
- Fehérvári Titánok (2006-2007)
- Alba Volán Székesfehérvár (2007-2013)
- Krefeld Pinguine (2013-2016)
- EC KAC (2016)
- Alba Volán Székesfehérvár (2016-2017)
- Wichita Thunder (2017)
- EC VSV (2017-2018)
- Alba Volán Székesfehérvár (2018-2019)
- MAC Budapeszt (2019-2021)
- HSC Csíkszereda (2021-)

Wieloletni zawodnik Alba Volán Székesfehérvár. Od maja 2013 zawodnik niemieckiego klubu Krefeld Pinguine w lidze DEL. W marcu 2015 przedłużył kontrakt z klubem o rok. Od połowy stycznia 2016 do końca sezonu 2015/2016 zawodnik austriackiego EC KAC. Od czerwca 2016 do maja 2017 ponownie zawodnik Alby Volán Székesfehérvár. Od lipca 2017 zawodnik Wichita Thunder w lidze ECHL. Pod koniec grudnia 2017 został zawodnikiem EC VSV. Pod koniec lipca 2018 ponownie został zawodnikiem Alby Volán. Po sezonie 2018/2019 odszedł z klubu. W maju 2019 został zawodnikiem drużyny MAC Budapeszt, występującej w ekstralidze słowackiej. W połowie 2021 został zawodnikiem rumuńskiego klubu HSC Csíkszereda ze swojej rodzinnej miejscowości.

## Kariera reprezentacyjna
W reprezentacjach juniorskich Węgier uczestniczył w turnieju mistrzostw świata juniorów do lat 20 w 2008. W reprezentacji seniorskiej uczestniczył w turniejach mistrzostw świata edycji 2010, 2011, 2012, 2013, 2014, 2015, 2016, 2018, 2019, 2022.

## Sukcesy
Reprezentacyjne
- Awans do MŚ Elity: 2015, 2022

Klubowe
- Złoty medal mistrzostw Węgier: 2008, 2009, 2010, 2011, 2012 z Albą Volan

Indywidualne
- Mistrzostwa Świata w Hokeju na Lodzie 2011/I Dywizja#Grupa A:
  - Pierwsze miejsce w klasyfikacji strzelców turnieju: 6 goli[14]
  - Piąte miejsce w klasyfikacji strzelców turnieju: 4 asysty[15]
  - Pierwsze miejsce w klasyfikacji kanadyjskiej turnieju: 10 punktów[16]
  - Drugie miejsce w klasyfikacji kanadyjskiej turnieju: +6[17]
  - Najlepszy napastnik turnieju[18]
- EBEL (2011/2012):
  - Pierwsze miejsce w klasyfikacji strzelców: 31 goli
- Euro Ice Hockey Challenge 2014/2015 (turniej w Toruniu 2015):
  - Najlepszy napastnik turnieju[19]
- Mistrzostwa Świata w Hokeju na Lodzie 2016/Elita:
  - Jeden z trzech najlepszych zawodników reprezentacji w turnieju[20]